# Sarah McBride
Sarah McBride (Wilmington, 9 d'agost de 1990) és una política i activista estatunidenca pels drets LGBT. És secretària nacional de premsa de Human Rights Campaign. McBride va ser notícia quan es va definir públicament com a transgènere mentre exercia com a presidenta dels estudiants de la Universitat Americana.
Se li atribueix en gran part el mèrit de l'aprovació de la llei de l'estat de Delaware que prohibeix la discriminació per raons d'identitat de gènere en temes d'ocupació, habitatge, assegurances i en llocs públics. El juliol de 2016 va ser oradora en la Convenció Nacional Demòcrata, on es va convertir en la primera persona obertament transgènere en adreçar-se a una convenció d'un partit majoritari en la història dels Estats Units.
En les eleccions presidencials dels Estats Units de 2020, McBride es va convertir en la primera senadora transgènere dels Estats Units en ser escollida a l'estat de Delaware pel Partit Demòcrata amb 30 anys.